# Forever Faithless - The Greatest Hits
Forever Faithless - The Greatest Hits è il titolo del primo greatest hits del gruppo musicale inglese Faithless, pubblicato il 16 maggio 2005. Contiene tutti i singoli del gruppo e tre inediti, Fatty Boo, Reasons (Saturday Night) e Why Go? (2005 Remix featuring Estelle). La versione per il mercato statunitense non comprende Fatty Boo ma ha in più come bonus il video di Why Go? (2005).
Contemporaneamente venne pubblicato anche un DVD dallo stesso titolo con i videoclip della band.

## Tracce
1. Insomnia (Monster Mix) – 8:41
2. Mass Destruction – 3:32
3. God Is a DJ – 3:21
4. Don't Leave (con Pauline Taylor & Dido) – 4:00
5. Muhammad Ali (con Pauline Taylor) – 3:56
6. We Come 1 – 3:56
7. Reverence (con Pauline Taylor & Dido) – 3:44
8. Salva Mea (con Dido) – 10:47
9. One Step Too Far (con Dido) – 3:52
10. Bring My Family Back (con Rachel Brown) – 4:22
11. Miss U Less, See U More (con LSK) – 3:56
12. Tarantula – 6:39
13. Fatty Boo (con The Hiites) – 5:58
14. Reasons (Saturday Night) (con Ian Dury) – 3:37
15. Why Go? (2005 remix con Estelle) – 3:17
16. I Want More (con Nina Simone) – 4:00